# 和田裕美
和田 裕美（わだ ひろみ）は日本の著述家、講演者、営業コンサルタント、実業家。主として営業・コミュニケーションなどをテーマに執筆・講演を行い、自己啓発書・ビジネス書等を執筆している。京都府宇治市出身、光華女子大学英米文学科卒業。京都光華女子大学キャリア形成学科客員教授、熊野本宮大社参与、社団法人神社プラス1 代表。

## 経歴
外資系教育会社の日本ブリタニカ株式会社で営業等の経験を積む。在籍中に世界142カ国の社員中2位の営業成績を挙げ、成約率98%を記録するなどの実績により同社支社長。同社が日本から撤退した際に独立して株式会社ペリエ（コンサルタント業。のち 和田裕美事務所、現 株式会社HIROWA）を設立、営業マン育成の研修を行う。セミナーや講演の受講者は延べ10万人を超えるという。
2017年9月にNHK Eテレ『漫才先生』に出演、2018年よりレギュラー化・改名して『芸人先生』に出演している。番組では先生役の芸人たちの講義を和田がビジネスの世界に置き換えて解説している。エグゼクティブ・プロデューサーの松井修平は「（芸人の話に）和田氏が補足をすることでお墨付きを与えることができる」と語っている。
絵本『ぼくは ちいさくて しろい』（絵・ミウラナオコ）が、日本の平成30・31年度版の小学校1年生の道徳の教科書『いきるちから』（日本文教出版）に4ページのダイジェスト版として収録された。また2017年に陽転思考（後述）を身につける『人生よかったカルタ』を制作し、一部の小学校で道徳の授業に採用された。同カルタは2020年、新型コロナウイルス感染拡大にともなう学校の臨時休校を機に「遊びながらマイナスをプラス思考に変えるツール」として注目された。

## 営業の土台と３つの柱
和田は、営業テクニック以前のこととして、土台となる考え方と３つの柱（能力）が必要であると主張している。

### 土台
1. 陽転思考
営業には強いメンタルが求められるが、ネガティブな１つの事実に対して、自分で考え方をプラスに切り替えるために最良と最悪を並べて、より良い方を選ぶという考え方[4][11][15]
2. 単純思考
他人の話に耳を傾けて実践する、食べ物を味わって「美味しい」と感じたままに口にするなど、物事を単純に捉え、気持ちで感じることができるように考えること[4][16]
3. 感情移入
レジャーに出かけて無邪気に楽しむなど、商品説明に際して感情のこもった表現力を養うこと[17]

#### 陽転思考
特に『陽転思考』については人生共通の考え方として重点を置き、これを伝えることをライフワークにしている。これは『ポジティブシンキングとは異なり、肯定的・積極的思考ばかりでなく否定的・消極的思考を一度受け入れた上で「よいこと」を探して気持ちを切り替えるという、和田独自の思考法である。書籍・グッズが発売されているが、前述の通り、『人生よかったカルタ』を道徳の教材として採用した小学校もある。

### ３つの柱
1. 知識能力
自分の売る商品だけでなく、競合他社の商品も含めて十分な知識を持ち合わせること[4]
2. 情緒能力
笑顔をキープする、機転が利く、気が利くなど他者へ気配りをすること[4]
3. 意識能力
いわゆる「プロ意識」を高めること[4][19]

## 著書

### 単著
- 『営業のビタミン―仕事やお客さんがどんどんやってくる』（2002年ひつじ書房）
- 『世界No.2セールスウーマンの「売れる営業」に変わる本』(2003年ダイヤモンド社)
- 『営業脳をつくる! 和田式「営業マン特別予備校」5日間トレーニング』（2004年PHP研究所）
- 『和田式「営業」クリニック―不思議と元気に、そして気持ちが楽になる』 （2004年明日香出版社）
- 『こうして私は世界No.2セールスウーマンになった』 （2004年ダイヤモンド社)
- 『営業のビタミン プラス・アルファ―「売れる人間力」がつく法則 (知的生きかた文庫)』（2004年三笠書房）
- 『和田裕美の人に好かれる話し方-愛されキャラで人生が変わる!』（2005年大和書房）
- 『幸せをつかむ! 時間の使い方』（2005年ダイヤモンド社)
- 『和田裕美の運命の仕事に出会う本』（2006年大和書房）
- 『和田裕美の幸せレシピ―人に愛されるための36の扉』（2007年新潮社）
- 『和田裕美の「稼げる営業」になる!―お金と感謝がやってくる3つのステップ』（2007年大和書房）
- 『和田裕美の人に好かれる話し方 (だいわ文庫)』（2008年大和書房）
- 『人づきあいのレッスン 自分と相手を受け入れる方法』（2008年ダイヤモンド社）
- 『和田裕美の必ず結果が出せる営業法則 (ヴィレッジブックス新書)』（2008年ヴィレッジブックス）
- 『息を吸って吐くように目標達成できる本』（2008年ポプラ社）
- 『和田裕美のわくわく絵本 ぼくは小さくて白い』（2009年朝日新聞出版）
- 『営業脳をつくる! (PHP文庫)』（2009年PHP研究所）
- 『人生を好転させる「新・陽転思考」』（2009年ポプラ社）
- 『「やる気」が出るコツ、続くコツ』（2010年ダイヤモンド社)
- 『「陽転」コミュニケーション』（2010年日経BP社）
- 『神社が教えてくれた人生の一番大切なこと』（2010年マガジンハウス）
- 『和田裕美の今の仕事がつまらないと思ったら読む本 (だいわ文庫)』（2010年大和書房）
- 『仕事で成長し続ける52の法則』（2011年日経BP社）
- 『本番力 〜 本番に強い人が必ずやっている26の習慣』（2011年ポプラ社）
- 『たくさん失敗して気づいた幸福のヒント36 (PHP文庫)』（2011年PHP研究所）
- 『和田裕美の日めくり 毎日「あたらしい私」と出会う31のメッセージ』（2011年ダイヤモンド社)
- 『誰でもリーダーになれる3つの約束』（2011年幻冬舎）
- 『人生を好転させる「新・陽転思考」 (ポプラ文庫)』（2012年ポプラ社）
- 『15歳から学ぶ「陽転思考」のきほん』（2012年ポプラ社）
- 『女性のための一生折れない自信のつくり方』（2012年アチーブメント出版）
- 『神社のおかげさま――これがあなたの生きる道』（2012年亜紀書房）
- 『和田裕美の性格がよくなるメールの書き方―知らないうちに相手をカチンとさせていませんか?』（2013年光文社）
- 『奉仕するリーダーになりなさい　世界ナンバー2セールスウーマンの奮闘』（2013年KADOKAWA）
- 『超 前向き人間になれる言葉: こうして私は世界No.2セールスウーマンになった! (知的生きかた文庫)』（2013年三笠書房）
- 『いいことだけが「今」から起きる ももいろ波長の身につけ方』（2014年ポプラ社）
- 『「私は私」で人間関係はうまくいく』（2014年KADOKAWA中経出版）
- 『失敗してよかった!自分を肯定する7つの思考パターン (ポプラ新書)』（2014年ポプラ社）
- 『成約率98％の秘訣』（2015年かんき出版）
- 『ママの人生』（2016年ポプラ社）
- 『幸せなお金持ちになる すごいお金。』（2016年SBクリエイティブ）
- 『和田塾 運をつくる授業 ∼あなたもぜったい「運のいい人」になれる方法がわかった！』（2017年廣済堂出版）
- 『腐った牛乳になるくらいなら、美味しいヨーグルトになりなさい ここから一発逆転する方法』（2017年 ぴあ）
- 『ぼくはちいさくてしろい（絵本）』(2018年 クラーケン）
- 『YESの9割はフロントトークで決まる!』（2018年 日本経済新聞社）
- 『何もなかったわたしがイチから身につけた 稼げる技術 女性のための「カセギスキル」』（2018年ダイヤモンド社)
- 『タカラモノ』（2019年双葉文庫）

### 監訳・監修
- 『魅せる力―人が人を惹きつける目に見えないパワーの秘密』ブライアン・トレーシー(著), ロン・アーデン(著),和田 裕美 (監修), 五十嵐 哲 (翻訳)（2007年ダイヤモンド社）
- 『セールスバイブル 日本語版―活躍する営業マンに生まれかわる方法』ジェフリー・ギトマー  (著),和田 裕美 (監修)（2007年イースト・プレス）
- 『世界一シンプルな営業の教科書』ジグ・ジグラー (著), 和田 裕美(監訳)（2009年アスペクト）
- 『ー自分で運命を変える7つのステップー好転力』ジグ・ジグラー (著), 和田 裕美(監訳)（2009年ビジネス社）
- 『完全無欠のマネジャーマニュアル』ブライアン・トレーシー(著)、和田 裕美 (監修))（2010年きこ書房）
- 『書店員が教えてくれた人生で最も大切なこと』ロビン・シャーマ(著), 和田 裕美(監訳))（2012年アチーブメント出版）
- 『世界一シンプルな営業の教科書(文庫)』ジグ・ジグラー (著), 和田 裕美(監訳)（2012年アスペクト

## テレビ出演
- 『芸人先生』（NHK Eテレ、2018年4月～7月、2019年4月～7月、2020年5月～）

## ラジオ出演
- 『志の輔ラジオ 落語DEデート』（文化放送、2018年8月12日）